# ゴールドリング (潜水艦)
ゴールドリング (USS Goldring, SS-360) は、アメリカ海軍の潜水艦。バラオ級。艦名はミシシッピ川に生息するサンフィッシュ科の一種ホワイト・クラッピーの通称に因む。
ゴールドリングはコネチカット州グロトンのエレクトリック・ボート社で起工したが、1944年7月29日に建造はキャンセルされた。